# ×Elyhordeum pilosilemma
Elyhordeum pilosilemma là một loài thực vật có hoa trong họ Hòa thảo. Loài này được (W.W.Mitch. & H.J.Hodgs.) Barkworth mô tả khoa học đầu tiên năm 1997 publ. 1998.